# Diomède de Tarse
Diomède de Tarse (né à Tarse, et mort à Nicée entre 302 et 305) est un médecin grec, martyrisé en tant que chrétien ; il est vénéré comme saint par l'Église catholique et les Églises orientales.

## Biographie
Né à Tarse, il est médecin et exerce longtemps à Byzance. Il est un chrétien zélé. Visitant les prisonniers croyants, il est arrêté et décapité sous Dioclétien à Nicée.

## Culte
Curieusement, saint Diomède de Tarse est fêté par l'Église catholique le 9 juin comme inscrit dans certains synaxaires byzantins et d'anciens martyrologes. Alors que pour l'Église orthodoxe et les Églises orientales, c'est le 16 août, comme mentionné dans le Martyrologe romain,.
Il est représenté dans une rare fresque du monastère orthodoxe serbe de Hilandar au Mont Athos en Grèce. Les îles Diomède tirent leur nom de ce saint, car Vitus Béring a aperçu ces îles le 16 août 1728, le jour où l'Église orthodoxe russe célèbre la mémoire de saint Diomède.